# Stehelčeves
Stehelčeves település Csehországban, a Kladnói járásban. Stehelčeves Zájezd, Dřetovice, Buštěhrad, Cvrčovice, Brandýsek és Kladno településekkel határos. Lakosainak száma 1163 fő (2024. január 1.).

## Népesség
A település lakosságának változását az alábbi diagram mutatja:
| Lakosok száma | 765  | 872  | 1117 | 789  | 568  | 504  | 888  | 981  | 1083 | 1163 |
|               | 1869 | 1890 | 1921 | 1950 | 1980 | 2001 | 2017 | 2019 | 2022 | 2024 |